# 小谷輝二
小谷 輝二（こたに てるじ、1926年11月11日 - 2006年7月13日）は、日本の政治家。兵庫県出身。元衆議院議員（3期）。

## 経歴
兵庫県生まれ。
1967年4月15日、第6回統一地方選挙（大阪府議会議員選挙：西成区選挙区）に公明党公認で立候補し、初当選する（以降、連続4期）。
1983年12月18日、第37回衆議院議員総選挙に大阪1区から公明党公認で立候補し、初当選する。以降、連続3期全てでトップ当選を果たす。
1993年7月、第40回衆議院議員総選挙に立候補せず、政界を引退する。
2006年7月13日、舌癌により、大阪府大阪市の病院で死去。享年79。

## 政策
- 選択的夫婦別姓制度導入に賛成。